# Mildred Coles
 (novembre 2015).
Si vous disposez d'ouvrages ou d'articles de référence ou si vous connaissez des sites web de qualité traitant du thème abordé ici, merci de compléter l'article en donnant les références utiles à sa vérifiabilité et en les liant à la section « Notes et références ».
Pour les articles homonymes, voir Coles (homonymie).
Mildred Blanche Coles, née le 18 juillet 1920 à Los Angeles et morte le 31 août 1995 à Paradise (Californie), est une actrice américaine.

## Biographie
Elle est la fille de Thomas R. Coles de l'Ohio et de Josephine Elizabeth Warrick de l'Illinois. C'est leur seul enfant. Elle grandit à Van Nuys et à l'Occidental College à Los Angeles.
Elle est étudiante quand elle signe avec la Paramount en 1938. Elle arrête le cinéma en 1948.
Elle a été mariée avec John Rodney Frost le 18 juin 1939 et divorcé le 27 janvier 1979, ils ont eu quatre enfants, Josephine Faith Frost en 1942, Susan Elizabeth Frost en 1944, Jacqueline May Frost en 1949 et Sally Anne Frost en 1950.
Elle se remarie avec M. Call dans les années 1980.

## Filmographie
- 1939 : André Hardy s'enflamme
- 1939 : La Fille de la Cinquième Avenue
- 1939 : Femmes
- 1939 : Ladies Must Live
- 1940 : Money and the Woman
- 1940 : Finie la comédie de William Keighley
- 1940 : Une dépêche Reuter
- 1940 : La Piste de Santa Fe
- 1941 : Play Girl de Frank Woodruff
- 1941 : Here Comes Happiness
- 1941 : Hurry, Charlie, Hurry
- 1941 : Lady Scarface
- 1941 : Scattergood Meets Broadway
- 1942 : Sleepytime Gal
- 1943 : So This Is Washington
- 1948 : Song of the Drifter
- 1948 : Oklahoma Badlands
- 1948 : Bob and Sally
- 1948 : Marshal of Amarillo (en) de Philip Ford
- 1948 : Back Trail
- 1948 : Blonde Ice
- 1948 : Desperadoes of Dodge City
- 1948 : Bungalow 13